# Wissenschaftliche Fotografie
Als wissenschaftliche Fotografie bezeichnet man das Fotografieren zum Zwecke der wissenschaftlichen Analyse oder Dokumentation; der Schwerpunkt der Bildfunktion liegt dabei im Bereich der Wissensrepräsentation. Fotografie selbst wird nicht als eine Wissenschaft, sondern als eine Technik angesehen.
Die Übergänge zu gerechneten Bildern und bildgebenden Verfahren sind dabei fließend. Systematisch bildet die wissenschaftliche Fotografie mit ihrem objektivierenden Anspruch den Gegenpol zur subjektiven künstlerischen Fotografie.

## Geschichte und Entwicklung
In der Frühzeit der Fotografie wurden die Möglichkeiten und Grenzen des neuen Mediums entdeckt; dabei gelang in unterschiedlichen Bereichen die Visualisierung des zuvor Unsichtbaren; im Rahmen einer visuellen Zeitenwende wurden zunächst die Möglichkeiten der Optik und des Lichtes erkundet und ausgereizt.
Zu den Pionieren der wissenschaftlichen Fotografie zählen beispielsweise Louis Pierre Rousseau, Achille Jacques Jean Maria Deveria, Louis Auguste, Auguste-Rosalie Bisson.

### Naturkundliche Dokumentation
Zu den Fotopionieren der Frühzeit zählt auch James Deane mit seinen Fotografien von Fossilien, Edward Steichen mit seinen Blumen- und Pflanzenfotos sowie die Brüder Richard und Cherry Kearton mit ihren zahlreichen Büchern zur Naturgeschichte.

### Visualisierung des Unsichtbaren
Die Mikrofotografie zeigte einen Mikrokosmos mit nie zuvor gekannter Präzision; William Henry Fox Talbot stellte bereits 1839 photogenic drawings von Kristallen, Pflanzenteilen und Insektenflügeln aus. James Glaisher fertigte 1855 Mikrofotografien von Schneeflocken an.
Die Astrofotografie zeigte den Makrokosmos auch den Menschen, die nie durch ein Teleskop geblickt hatten; bereits 1840 gelang J. W. Draper das Fotografieren des Mondes, 1845 nahmen Léon Foucault und Hippolyte Fizeau erstmals Sonnenflecken auf. Zu den weiteren Pionieren zählen John Adams Whipple, George Phillips Bond, Warren De La Rue sowie Lewis Morris Rutherfurd.
Die Hochgeschwindigkeits- bzw. Chronofotografie fror Bewegungen fotografisch ein, die das menschliche Auge nicht erkennen konnte; spektakuläre Reihenfotos mit Bewegungsstudien stammen beispielsweise von Eadweard Muybridge (Animal Locomotion, 1887) und Étienne-Jules Marey, der 1883 das fotografische Gewehr konstruierte sowie von dem Deutschen Ottomar Anschütz.
Mit Hilfe der Blitzlichtfotografie und des Stroboskopblitzes gelang es Harold Edgerton in den 30er Jahren, Geschosse im Flug fotografisch festzuhalten; Arthur Banfield fotografierte um 1900 in einer Fotoserie die Lebensdauer eines Milchtropfens.
Die Luftbildfotografie wurde bereits von Nadar (Gaspard Félix Tournachon) praktisch angewandt: Er fotografierte 1858 Paris aus einem riesigen Fesselballon mit eingebauter Dunkelkammer zur Entwicklung der fotografischen Platten. Ähnliche Versuche unternahm James Wallace Black 1860 in Boston.
Zu einem weiteren visuellen Paradigmenwechsel kam es, als mit der Entdeckung des Phänomens der Nebenstrahlung 1895 die Röntgenstrahlen entdeckt und etwa ab 1896 als Röntgenbild (z. B. John McItyre, A. W. Wright u. a.) fotografisch fixiert werden konnten. Hier wurde erstmals „etwas anderes als das sichtbare Licht zur Visualisierung“ genutzt (Rumpf).
In der Psychiatrie wurde die Fotografie erstmals von Hugh Welch Diamond im Jahre 1852 als Hilfsmittel für Diagnosen eingesetzt. Ähnliches versuchte Jean-Martin Charcot um 1884 an dem Pariser Hôpital Salpêtrière.
Einen Grenzbereich zur wissenschaftlichen Fotografie bildet die paraphysikalische Methode der sogenannten Kirlianfotografie, die um 1939 von Semjon Kirlian und Valentina Kirliana entwickelt wurde. Die präzise Bezeichnung hierfür lautet Hochfrequente Hochspannungsfotografie, ist wissenschaftlich reproduzierbar und wurde 1949 patentiert.
Mit dieser Methode der Koronaentladungsfotografie können elektrische Entladungen um Lebewesen visualisiert werden. Die aura-ähnlichen Erscheinungen werden mit dem paranormalen Phänomen des Energiekörpers der Theosophie und der Anthroposophie in Verbindung gebracht, jedoch auch pragmatisch in der medizinischen Krebsdiagnostik eingesetzt.

## Spezielle Technologien
- Chronofotografie
- Satellitenfotografie und Orbitalfotografie
- Makrofotografie
- Mikrofotografie
- Infrarotfotografie
- Ultraviolettfotografie
- Falschfarbenfotografie
- Röntgenfotografie
- Kernspurfotografie
- Kontaktradiographie

## Spezielle Anwendungsgebiete
- Astrofotografie
- Tierfotografie
- Unterwasserfotografie
- Anthropologische Fotografie
- Medizinfotografie
- Dokumentarfotografie